# Tintin au Tibet
Tintim no Tibete (Tintin au Tibet, no original em francês) é o vigésimo álbum da série de banda desenhada franco-belga As aventuras de Tintim, produzida pelo belga Hergé. A história foi publicada semanalmente pela Revista Tintin de setembro de 1958 a novembro de 1959 e republicado no formato álbum pela Casterman em 1960. Hergé considerou sua aventura favorita de Tintin e um esforço emocional, como ele criou enquanto sofria de pesadelos traumáticos e um conflito pessoal ao decidir deixar sua esposa de três décadas para uma mulher mais jovem. A história mostra o jovem jornalista belga Tintim em busca de seu amigo Tchang Chong-Chen, que as autoridades afirmam ter morrido em um acidente de avião no Himalaia. Convencido de que Chang sobreviveu, Tintin conduz seus companheiros através do Himalaia até o platô do Tibete, ao longo do caminho encontrando o misterioso Yeti.
Seguindo Coke en stock (1958) e seu grande número de personagens, Tintin au Tibet difere de outras histórias da série em que ele apresenta apenas alguns personagens familiares e também é a única aventura de Hergé para não colocar Tintin contra um antagonista. Os temas da história de Hergé incluem a percepção extrassensorial, o misticismo do budismo tibetano e a amizade. Tintin au Tibet foi traduzido para 32 idiomas, é altamente considerado pelos críticos e tem sido elogiado pelo Dalai Lama, que o premiou com o Pêmio Luz da Verdade. A história foi um sucesso comercial e foi publicada no formato álbum pela Casterman logo após a sua conclusão; a série em si tornou-se uma parte definidora da tradição da banda desenhada franco-belga. Tintin au Tibete foi adaptado para a televisão, rádio, documentário, teatro e um videogame, e tem sido o tema de uma exposição de museu.

## Sinopse
Em férias numa estação alpina, Tintim lê num jornal que um avião caiu no Nepal. Tintim sonha com Tchang, um grande amigo, pedindo socorro. Logo depois, descobre que naquele avião que se dirigia à Europa se encontrava o jovem chinês Tchang.
Tintim, convencido por seu sonho, parte à procura de Tchang, acompanhado pelo Capitão Haddock.
Na época em que escrevia, Hergé tinha acabado de se divorciar e atravessava um profundo conflito interior. Os sonhos que Hergé tinha na época eram brancos, com imagens angustiantes e recorrentes. Hergé procurou auxílio psicanalítico.
A história é a mais simples possível. Os personagens e os cenários são menos numerosos. O branco da neve onipresente domina.
É colocada em evidência a coragem de Tintim na sua obstinação em salvar o amigo Tchang, quando todos acreditavam que ele estava morto. Hergé demonstra sua fascinação pelo Oriente e por fenômenos como sonhos premonitórios e levitação.
De qualquer maneira, Hergé manteve o mesmo rigor na pesquisa de elementos da região onde acontece a aventura de Tintim: consultou inúmeras fontes sobre a existência do Yeti, o abominável homem das neves.
Ao ser reeditada, a história passou por algumas modificações. Uma cena muito explosiva foi suprimida. Hergé havia recebido uma reclamação da companhia aérea Indian Airways, companhia do acidente aéreo. O nome foi trocado por Sari-Airways.

## Álbum original
A capa original do álbum «Tintim no Tibete» desenhada por Hergé foi vendida em abril de 2014 pela leiloeira Christie`s, em Paris por 289.500 euros, um preço recorde para um desenho a lápis do criador belga.

## Adaptações
Oito anos após a morte de Hergé, Tintin au Tibet foi adaptado para um episódio de As Aventuras de Tintim, do estúdio francês Ellipse Animation e o canadense Nelvana. Dirigido por Stéphane Bernasconi, o personagem de Tintin teve a voz de Thierry Wermuth. Dirigida por Stéphane Bernasconi, os críticos elogiaram a série por ser "geralmente fiel", com composições tendo sido tiradas diretamente dos quadrinhos originais.
Tintin au Tibet também foi um episódio de 1992 da série 4 da BBC Radio The Adventures of Tintin, em que Richard Pearce interpretou Tintin. O álbum também foi adaptado para videogame para as plataformas PC e Game Boy em 1995.
Tintin and I (2003), um documentário do diretor dinamarquês Anders Høgsbro Østergaard baseado na entrevista de 1971 de Numa Sadoul com Hergé, inclui partes restauradas da entrevista que Hergé havia editado e reescrito no livro de Sadoul. Com acesso total às gravações de áudio, o cineasta explorou as questões pessoais que o autor teve enquanto criava Tintin au Tibet e como o levaram a criar o que hoje é considerado sua aventura mais pessoal.
Como o centenário do nascimento de Hergé se aproximava em 2007, Tintin permaneceu popular. Tintin au Tibet foi adaptado para um musical teatral, o Hergé Adventures of Tintin, que ocorreu entre o final de 2005 e o início de 2006 no Barbican Arts Centre em Londres. A produção, dirigida por Rufus Norris e adaptada por Norris e David Greig, apresentou Russell Tovey como Tintin.Billington, Michael (15 de dezembro de 2005).  O musical foi revivido no Playhouse Theatre, no West End de Londres, antes da turnê de 2007. Em 2010, o canal de televisão Arte filmou um episódio de sua série documental Sur les traços de Tintin (No rastro de Tintin) no Himalaia nepalês, explorando a inspiração e o cenário de Tintin au Tibet.  De maio a setembro de 2012, o Musée Hergé em Louvain-la-Neuve recebeu uma exposição sobre o álbum, intitulada Into Tibet with Tintin.